# نيكولا ميلوجيفيتش
نيكولا ميلوجيفيتش (16 أبريل 1981 في صربيا - ) (بالصربية السيريلية: Никола Милојевић)‏ هو لاعب كرة قدم صربي في مركز حراسة المرمى، شارك في الألعاب الأولمبية الصيفية 2004. وشارك مع منتخب صربيا تحت 21 سنة لكرة القدم. أما مع النوادي، فقد لعب مع نادي فيتوريا سيتوبال وهايدوك كولا ونادي زيمون ونادي سميديريفو ‏ وFK Bane ‏ ونادي ملادينوفاك ‏ وبوراتس تشاتشاك ‏.

## وصلات خارجية
- نيكولا ميلوجيفيتش على موقع الاتحاد الدولي (مؤرشف)  (الإنجليزية)
- نيكولا ميلوجيفيتش على موقع قاعدة بيانات كرة القدم.إي يو (الإنجليزية)
- نيكولا ميلوجيفيتش على موقع Soccerway.com (الإنجليزية)
- نيكولا ميلوجيفيتش على موقع عالم كرة القدم.نت (الإنجليزية)
- نيكولا ميلوجيفيتش على موقع أوليمبيديا (الإنجليزية)